# شاهین سینه‌نارنجی
شاهین سینه‌نارنجی (نام علمی: Falco deiroleucus) نام یک گونه از سرده شاهین است.